# Akomadan

Akomadan (alternativt Akumadan) är en ort i västra Ghana. Den är huvudort för distriktet Offinso North, och folkmängden uppgick till 13 647 invånare vid folkräkningen 2010. Den viktigaste näringen i Akomadan är tomatodling.